# Rosa de Alfama
Rosa de Alfama (portugiesisch für: „Rose der Alfama“) ist ein schwarzweißes Musikfilmdrama des portugiesischen Regisseurs Henrique Campos aus dem Jahr 1953.
Mit dem Tenor Alberto Ribeiro in der männlichen Hauptrolle, sind in wichtigen Nebenrollen die in Portugal geborene Deutsche Hanita Hallan und der Regisseur selbst zu sehen. Eine Vielzahl Fado-Vorträge und andere Lieder begleiten das Geschehen, und der Film knüpft in vielen Szenen und Aspekten auch an die Comédia portuguesa an.

## Handlung
Im Lissabonner Altstadt-Viertel Alfama, mit seinen einfachen Arbeiter- und Fischerfamilien und seinen Fadotavernen, wurde die Waise Rosa vom verwitweten Tomé, einem alten Fischer und früheren Gefährten ihres verstorbenen Vaters, zusammen mit seinen zwei Söhnen Renato und José großgezogen. José ist inzwischen Kapitän auf dem Fischereischiff Rosa de Alfama, und auch seine Pflegeschwester wird so genannt.
Rosa wurde vom leichtlebigen und unsteten Renato verführt und wird schwanger. Als Renato nicht die Verantwortung übernimmt, heiratet der anständige José Rosa, nimmt das Kind als seines an und rettet damit ihre Ehre und die ihrer kleinen Familie. Die beiden ungleichen Brüder entzweien sich nun ganz, und Vater Tomé wirft seinen Sohn enttäuscht und beschämt aus dem Haus. Renato lebt nach außen das Leben eines unangepassten Einzelgängers, nährt im Inneren aber immer stärkere Reue seit der Geburt des Kindes. Der Klatsch und Tratsch der Nachbarschaft zwischen Alltag und Volksfest steigert das emotionale Durcheinander in der Familie, bis alle Seiten ihren Gefühlen folgen und sich trotz allen Streits am Ende großmütig und guten Willens zeigen, und auch die zerstrittenen und zutiefst unterschiedlichen Brüder wieder zusammenfinden.

## Rezeption

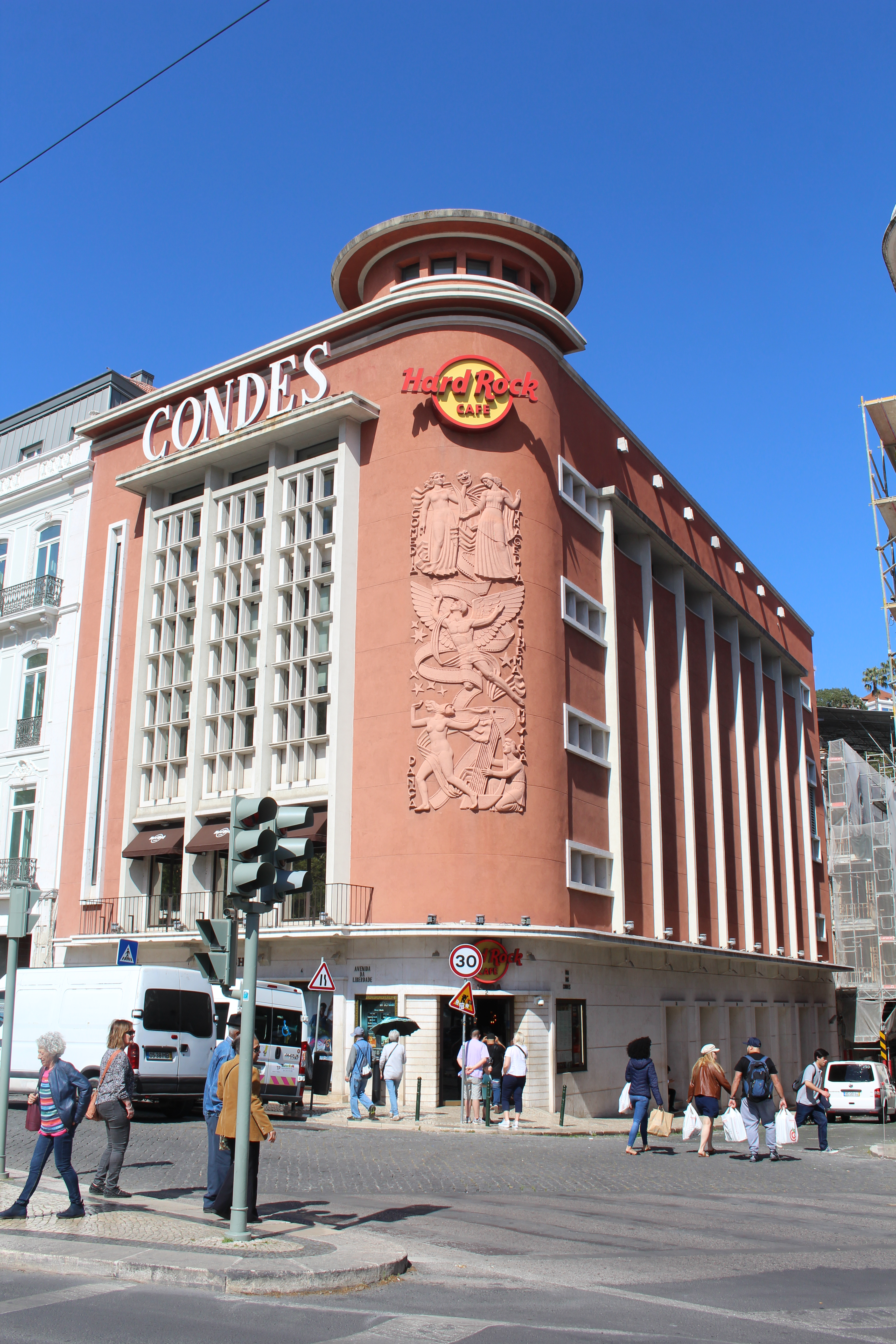
Das ehemalige Lissabonner Kino Condes (heute ein Hard Rock Cafe) an der Avenida da Liberdade. Rosa de Alfama hatte hier am 3. Juli 1953 seine Hauptstadtpremiere.

Die Dreharbeiten fanden 1952 statt, der Film feierte am 24. März 1953 im Kino Trindade in Porto Premiere und lief am 3. Juli 1953 im Kino Condes in der Hauptstadt Lissabon an. Das Melodram wird im Vorspann als Opereta cinematográfica, also als Kino-Operette angekündigt und zeigt neben den vielen musikalischen Szenen auch zahlreiche komische Szenen und Figuren, in Anlehnung an die populären Lissabonner Komödien (Comédias portuguesas) der Vorjahre. Der Film fand einigen Zuschauerzuspruch, konnte aber nicht an die Erfolge des Portugiesischen Kinos der 1940er Jahre anknüpfen.
Die Kritik verbuchte das Werk als leichten Unterhaltungsfilm mit wenig tiefgründiger melodramatischer Handlung und meist holzschnittartig dargestellten Charakteren. Positiv wurden lediglich die vorsichtige Thematisierung der schwierigen gesellschaftlichen Situation alleinerziehender Mütter und die Darstellerleistungen der komischen Figuren angemerkt, insbesondere von der zeitübergreifenden Kritik.
Der Film wurde 2004 als DVD bei Lusomundo veröffentlicht.